# Corticaria appenhageni
Corticaria appenhageni is een keversoort uit de familie schimmelkevers (Latridiidae). De wetenschappelijke naam van de soort werd in 1930 gepubliceerd door Uyttenboogaart.